# Neste d'Oô
Cet article concerne la Neste d'Oô. Pour l'ensemble des cours d'eau portant le nom de Neste, voir Neste (homonymie).
La Neste d'Oô, ou One dans sa partie aval, est une rivière française du Sud de la France, dans le département de la Haute-Garonne, en région Occitanie, et un affluent de la Pique, donc un sous-affluent de la Garonne.

## Géographie

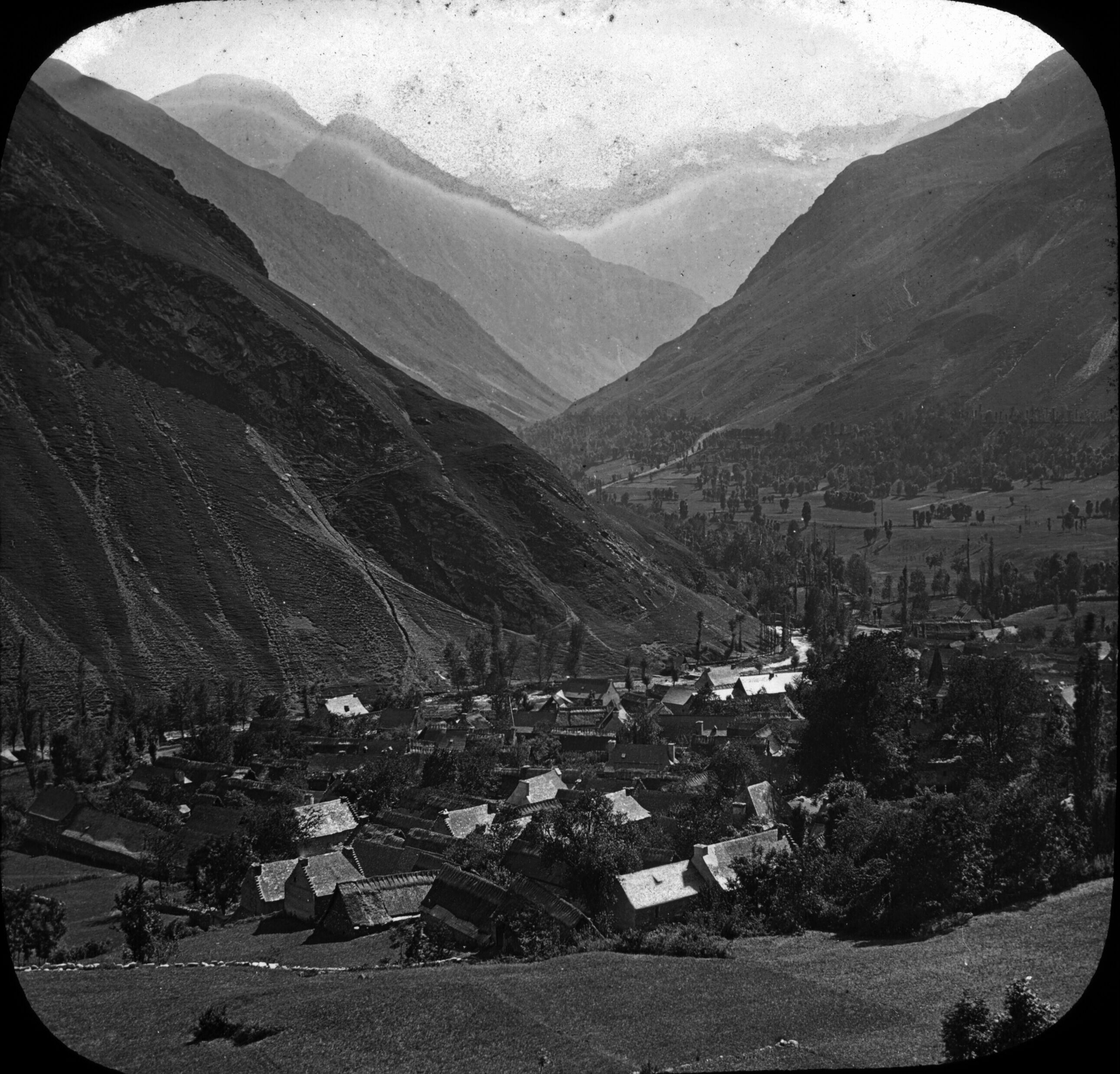
La vallée de la Neste d'Oô à Oôen 1895 (photographie d'Eugène Trutat).

La Neste d'Oô est une rivière des Pyrénées qui prend sa source au lac du Portillon, traverse le lac d'Oô et conflue avec la Neste d'Oueil pour former l'One. Cette dernière, que le Sandre considère comme la partie aval de la Neste d'Oô, conflue avec la Pique en rive gauche.
Elle peut s'avérer tumultueuse comme en 2013 ou 2018.
Sur les 20,9 km de long de l'ensemble Neste d'Oô - One, la Neste d'Oô en représente, avec environ 17 km, la plus grande partie.

## Département et communes traversés
- Haute-Garonne : Oô, Cazeaux-de-Larboust, Castillon-de-Larboust, Saint-Aventin